# 松村雄之進
松村 雄之進（まつむら ゆうのしん、1852年3月11日（嘉永5年2月21日） - 1921年（大正10年）2月22日）は、明治・大正期の政治家。衆議院議員（1期）。

## 生涯
筑後国久留米鍛冶屋町（現福岡県久留米市中央町）で神官の家に生まれる。17歳で故郷を離れて京都、摂津で諸藩の名士と親交を持ち国事に奔走した。1872年（明治4年）大楽源太郎が久留米藩に逃れたことにより藩主が政府の嫌疑を受けたため、同志と大楽を暗殺して禁獄7年の刑に処せられた（久留米藩難事件）。
1878年（明治11年）に出獄。1880年（明治13年）3月、旧久留米藩士を集めて福島県に移住して安積原野開拓を開始し、久留米開墾社を設立して副社長、社長を歴任した。
1882年（明治15年）立憲帝政党に参加。大阪に移り大阪府警部補、同検疫委員となるが、半年で辞して神戸で茶輸出商となり中央茶業組合議員を務めた。
1895年（明治28年）日清戦争に従軍し、陸軍省雇員、澎湖島行政庁書記を務めた。台湾総督府設置後、新竹支庁長に就任し『台湾制度考』の編纂に参加。その後、総督府官有物取調委員長、台中県雲林支庁長、台湾国語伝習所長を歴任した。雲林支庁長は土匪の対処をめぐって1896年（明治29年）9月2日に免本官、従七位返上を命じられる。
1897年（明治30年）12月、北海道庁に転じ、宗谷支庁長、北海道衛生会委員、宗谷検疫事務所長、上川支庁長を歴任した。
1902年（明治35年）8月、第7回衆議院議員総選挙で福岡県久留米市から出馬して当選したが、次の総選挙には出馬せず衆議院議員を1期務めた。その後は在野の活動家として満蒙問題、国体擁護運動などで活躍した。

## 伝記
- 吉富莞爾編『松村雄之進』吉富莞爾、1921年。